# Peltophorum dubium
Peltophorum dubium es un árbol de la familia Fabaceae, subfamilia Caesalpinioideae. En Argentina y Paraguay es denominado comúnmente yvyrá-pytá, ibuirá puitá guazú, ibirapitá o yvyra pytã, Uruguay se lo llama árbol de Artigas o ibirapitá, y en Brasil cana-fístula. 
Es inerme, de follaje caedizo, fuste más o menos recto, y notable floración estival amarilla. Alcanza un altura de 20 a 40 m.

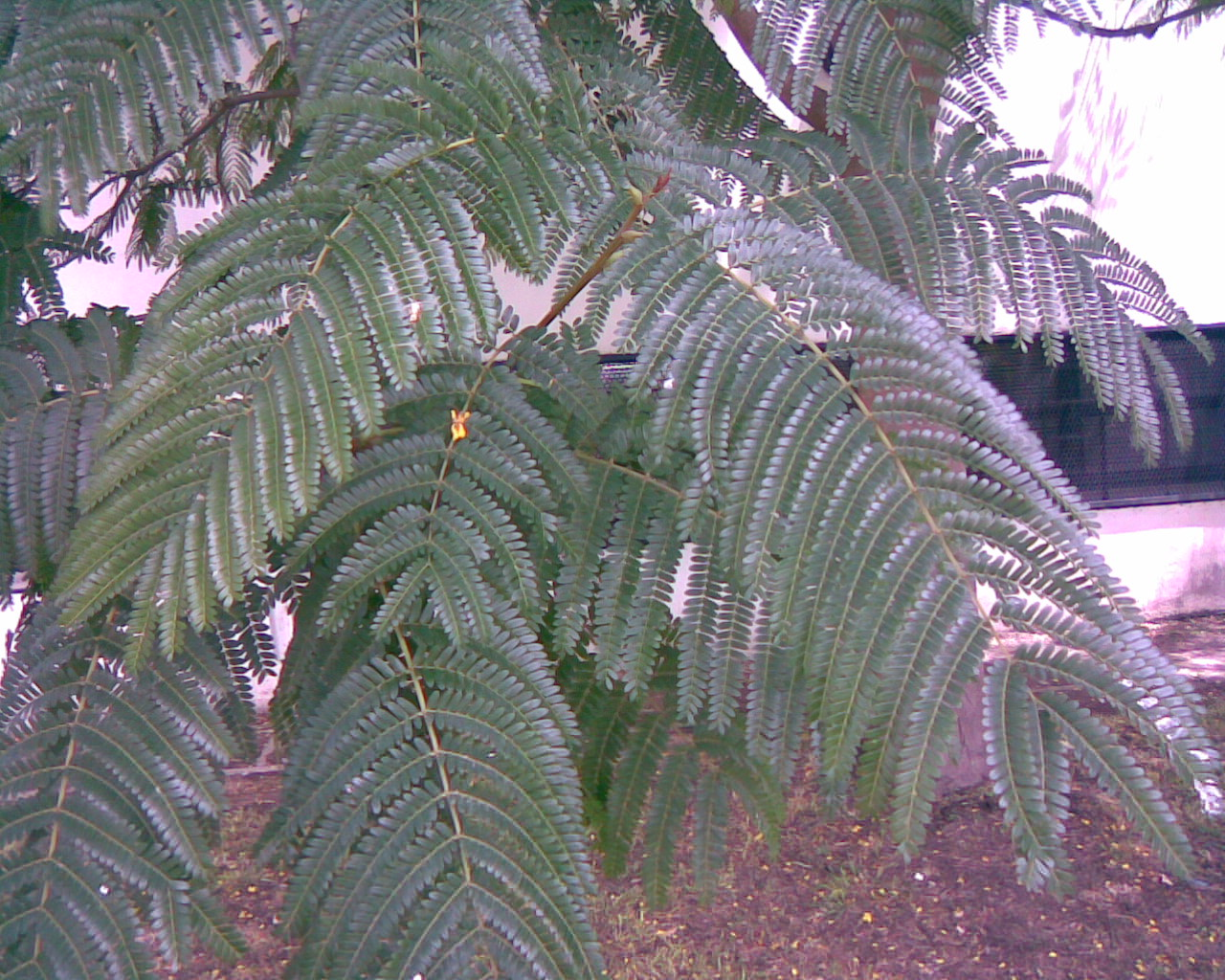
Hojas de Peltophorum dubium

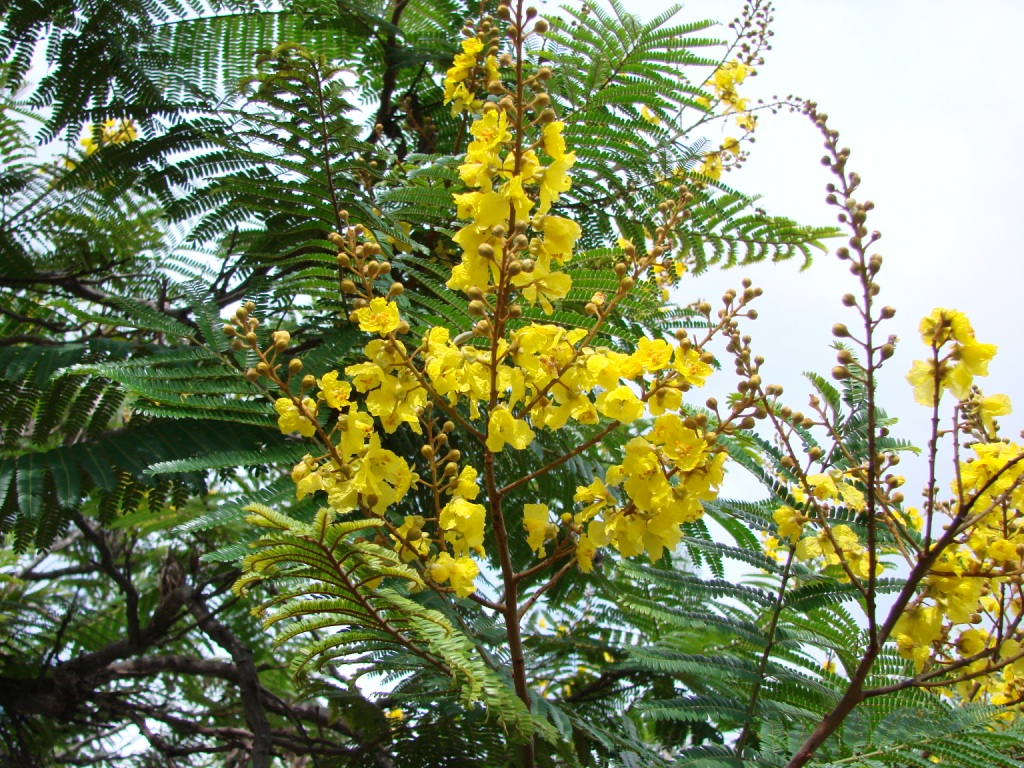
Flores de Peltophorum dubium en Brasilia, Distrito Federal, Brasil.

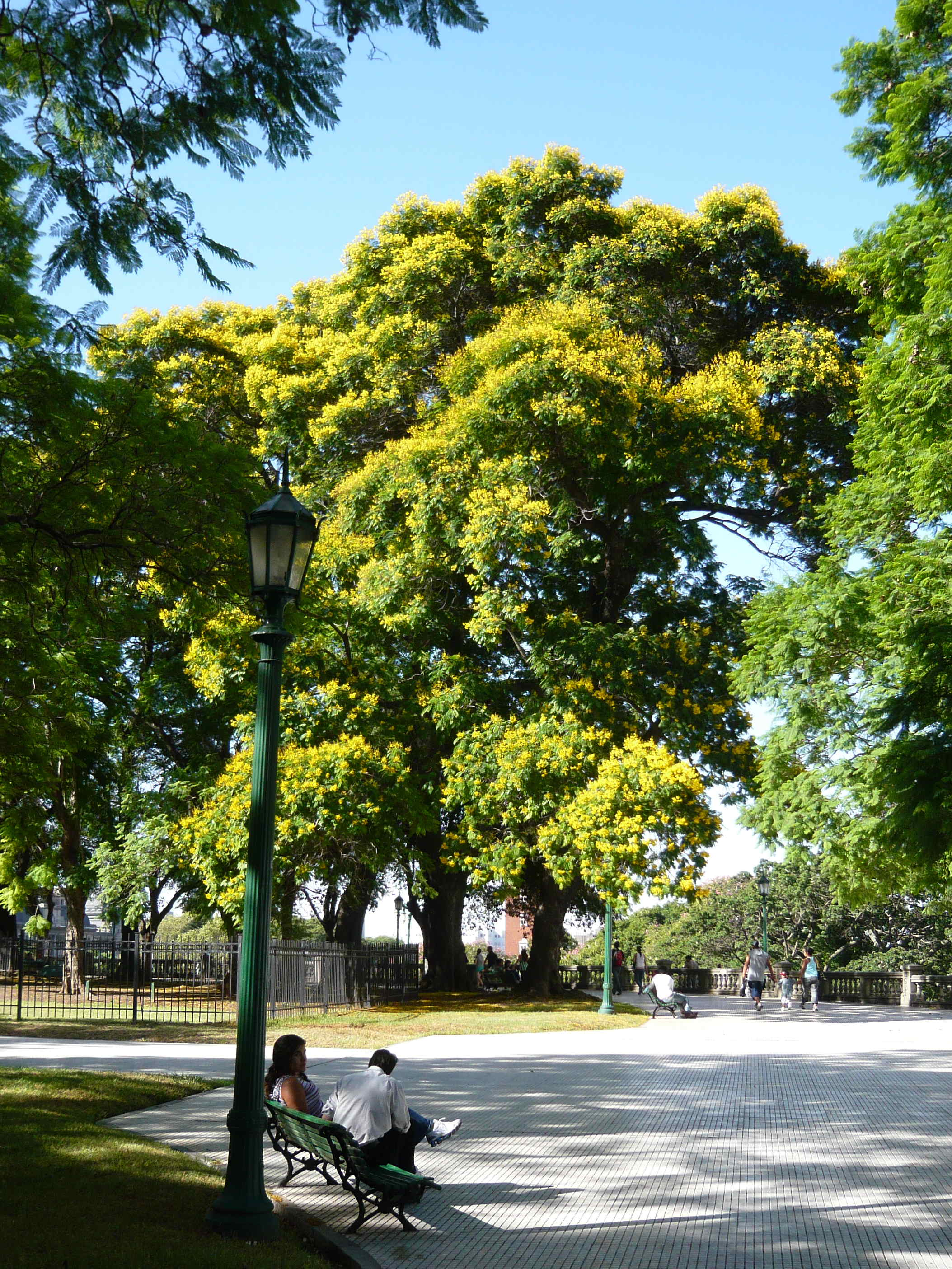
Peltophorum dubium cultivado en Plaza San Martín, Buenos Aires.

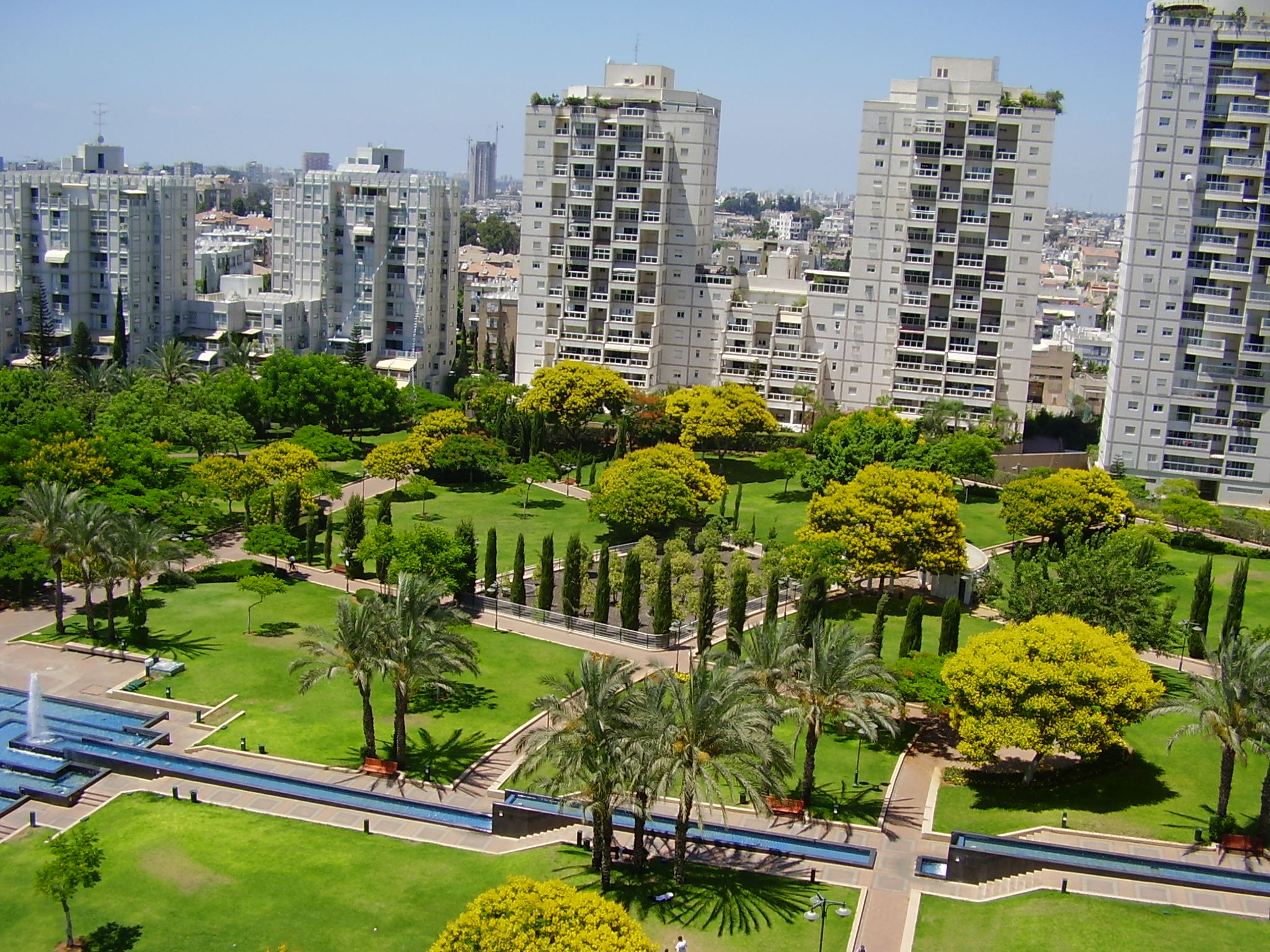
Peltophorum dubium cultivado en Israel.

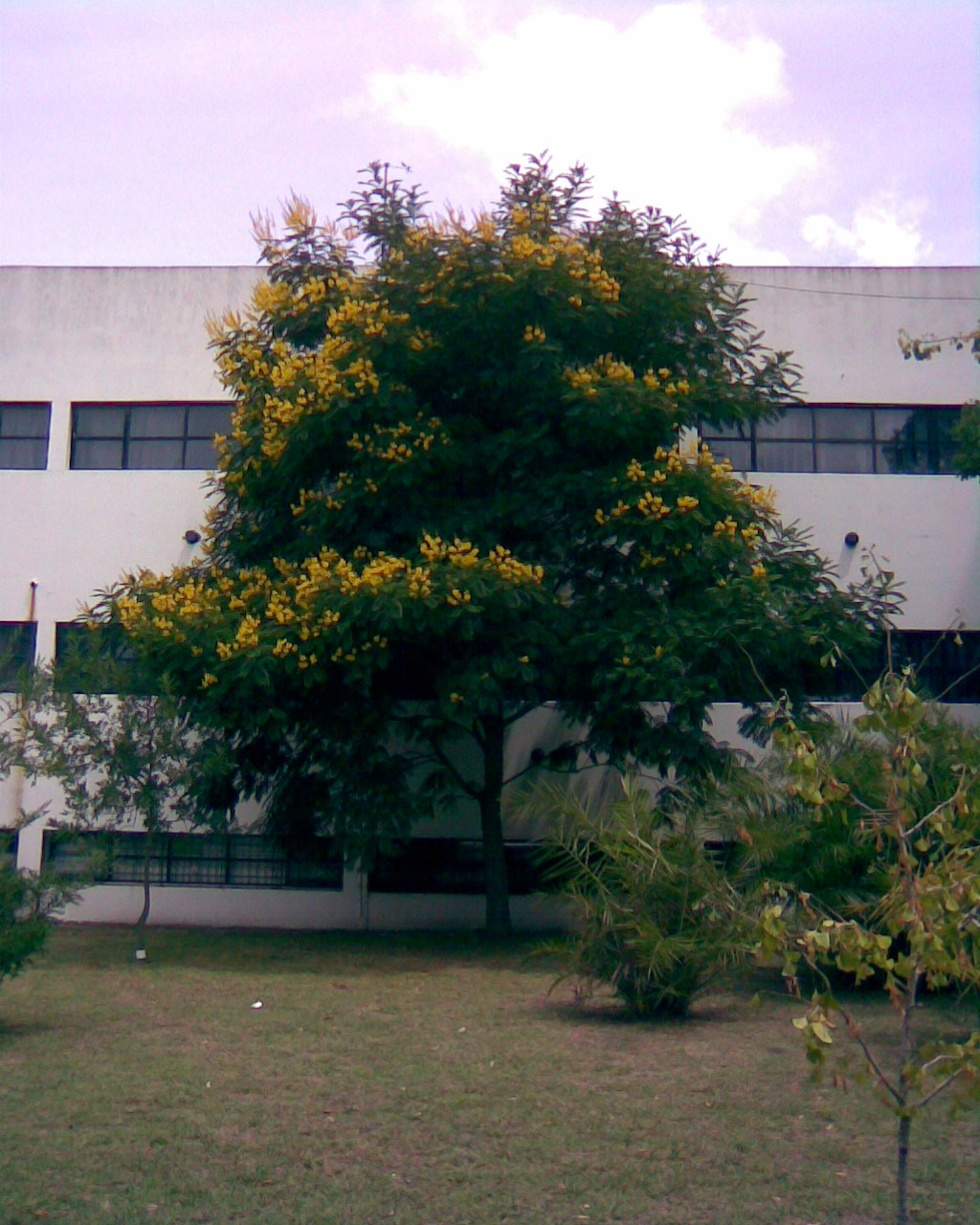
Árbol de 2 décadas en La Plata, Argentina.
También hay sobre la Av Martín Fierro en Parque Leloir. Ituzaingo. Prov de Bs.As.

## Características
Tiene la ritidoma (corteza): rugosa color gris castaño; follaje: verde oscuro brillante, caduco. Las hojas: compuestas, bipinnadas, grandes, 7-16 yugadas. Folíolos numerosos con nervadura central. Pecioladas de 7 a 25 pares de pinas, de 4 a 10 cm de largo, las que llevan de 20 a 30 pares de foliolos cada una, elíptico oblongo de 5 a 8 mm de largo y 2 a 3 mm de ancho con base asimétrica y ápice mucronado, de consistencia coriácea discolores pálidos en la cara inferior, verde oscuros y brillantes en la superior. Sus estipulas conjugan foliosas hojas compuestas (de 5-13). Las flores de 2 cm de diámetro, dispuestas en grandes panojas terminales. Corola de pétalos amarillos muy vistosos. Florece en verano y principios de otoño. Fruto: es una legumbre samaroide, indehiscente, chata, coriácea, con aspecto de sámara, color castaño. Las semillas son cilíndricas, de testa dura.

## Usos
La madera: es dura y pesada (con peso específico entre 0,85 y 0,9), de albura color ocre a rosado. El duramen de castaño rosáceo a castaño violáceo, de hermoso veteado espigado, bien demarcado por la disposición irregular de los elementos vasculares, notorios debido al color castaño sobre el tejido fibroso que es liso y de color castaño claro. La textura es mediana y heterogénea y el grano oblicuo a entrelazado, presenta porosidad difusa; en corte radial denota un suave jaspeado, posee los anillos demarcados, además de depósitos gomosos en los vasos y cristales de oxalato, encerrando un colorante rojo. Posee numerosas aplicaciones en carpintería en general y construcciones rurales e hidráulicas por su resistencia a la humedad y la intemperie, marcos de puertas y ventanas, pisos, postes, carrocerías, mueblería y ebanistería. La corteza tiene taninos, excelente para curtir pieles finas en tanto que las hojas, frutos y raíces se utilizan en medicina popular.

## Distribución
Se encuentra en el centro, sur, y sudeste de Brasil, en el sudeste de Bolivia, en el centro y este de Paraguay, en el noroeste de Uruguay, y en el noreste de Argentina.

## Hábitat
Habita en selvas tropicales y subtropicales de la Provincia fitogeográfica Paranaense, tanto en selva continua como en las orillas de ríos y de arroyos en ambientes de selvas marginales o en galería, gracias a las cuales logra contar con poblaciones en zonas con precipitaciones menores a sus requerimientos, por ejemplo en el chaco Oriental y en su distribución austral: el extremo noroeste del Uruguay y el noreste de la provincia argentina de Entre Ríos.

## Cultivo
En avenidas de Buenos Aires y de Montevideo se lo ve formando grandes grupos, siendo uno de los árboles de zonas cálidas que pueden vivir en climas templados, de los ejemplares más grandes. No sería apropiado para calles pues aislado crece con mucha altura y se desgaja y cae con facilidad ante tormentas ventosas; sí lo es para parques cuando se le exige competencia.

## Nombres Autóctono
En Argentina y Paraguay, es denominado comúnmente ybyrapytâ, ybyrá pytâ guazú, yvyrá-pytâ o Ibirá Pita. El nombre se origina en la denominación en idioma guaraní, en el cual Ybyrá es 'árbol' o 'madera', pytâ es 'roja', y guasu es 'grande'; en conjunto sería: 'gran árbol de madera rojiza'. 
En idioma portugués, en Brasil, se lo llama: cana-fístula, nombre también empleado en la Argentina, especialmente en las regiones cercana a ese país. 
En el Uruguay se lo llama, además de ybyra pytâ, árbol de Artigas, en relación con el prócer oriental José Gervasio Artigas, el cual se exiló en el Paraguay hasta su muerte. En su casa en ese país, se le recuerda en relatos tomando mate bajo un frondoso ejemplar de esta especie. Se refuerza dicho nombre al habitar esta especie en el Uruguay especialmente en las riberas del Río Uruguay y sus afluentes en el litoral norte, departamentos de Artigas, Salto y Paysandú.

## Taxonomía
Peltophorum dubium fue descrita por (Spreng.) Taub. y publicado en Die Natürlichen Pflanzenfamilien 3(3): 176. 1892.
Sinonimia
- Brasilettia dubia (Spreng.) Kuntze
- Caesalpinia dubia Spreng.
- Peltophorum vogelianum Benth.
- Peltophorum vogelianum Walp.
- Peltophorum vogelianum f. ferruginea Chodat & Hassl.
- Peltophorum vogelianum f. glabrata Chodat & Hassl.
- Peltophorum vogelianum f. intermedia Chodat & Hassl.

var. adnatum (Griseb.) Barneby
- Baryxylum adnatum (Griseb.) Pierre
- Brasilettia adnata (Griseb.) Kuntze

var. berteroanum (Urb.) Barneby
- Peltophorum berteroanum Urb.[2]

## Más información
1. CONABIO. 2009. Catálogo taxonómico de especies de México. 1. In Capital Nat. México. CONABIO, Mexico City.
2. Ducke, A. 1953. As Leguminosas de Pernambuco e Paraiba. Mem. Inst. Oswaldo Cruz 51: 417–461.
3. Forzza, R. C. & et al. 2010. 2010 Lista de espécies Flora do Brasil. https://web.archive.org/web/20150906080403/http://floradobrasil.jbrj.gov.br/2010/.
4. Funk, V. A., P. E. Berry, S. Alexander, T. H. Hollowell & C. L. Kelloff. 2007. Checklist of the Plants of the Guiana Shield (Venezuela: Amazonas, Bolívar, Delta Amacuro; Guyana, Surinam, French Guiana). Contr. U.S. Natl. Herb. 55: 1–584.
5. Hokche, O., P. E. Berry & O. Huber. 2008. 1–860. In O. Hokche, P. E. Berry & O. Huber Nuevo Cat. Fl. Vasc. Venezuela. Fundación Instituto Botánico de Venezuela, Caracas.
6. Howard, R. A. 1988. Leguminosae. Fl. Lesser Antilles (Dicotyledoneae–Part 1) 4: 334–538.
7. Isely, D. 1990. Leguminosae (Fabaceae). 3(2): xix, 1–258. In Vasc. Fl. S.E. U. S.. The University of North Carolina Press, Chapel Hill.
8. Killeen, T. J., E. García Estigarribia & S. G. Beck. (eds.) 1993. Guía Arb. Bolivia 1–958. Herbario Nacional de Bolivia & Missouri Botanical Garden, La Paz.
9. Lewis, G. P. 1987. Legumes of Bahía. 369 p.
10. López, J. A. & J. E. L. Little. 1987. Árboles Comunes del Paraguay 425 p.
11. Ortega, E., L. S. Ortega & R. Spichiger. 1989. Noventa especies forestales del Paraguay. Fl. Paraguay, Ser. Espec. 3: 1–218, i–xiv.
12. Reyes-García, A. & M. Sousa Sánchez. 1997. Depresión central de Chiapas. La selva baja caducifolia. Listados Floríst. México 17: 1–41.